# Суперкубок Узбекистана по футболу 2023
Суперкубок Узбекистана по футболу 2023 года (узб. Futbol boʻyicha 2023-yilgi Oʻzbekiston Superkubogi) — 8-й розыгрыш Суперкубка Узбекистана, который ежегодно проводится между победителями предыдущего сезона Суперлиги и Кубка Узбекистана. Пахтакор из Ташкента участвовал как чемпион Суперлиги 2022 года, а Насаф — как обладатель Кубка Узбекистана 2022 года.

## Хозяин поля и официальные лица
В качестве нейтрального поля для матча был выбран стадион «Согдиана» в городе Джизак. Главным судьёй матча был назначен Азиз Асимов.

## Детали матча
| Пахтакор               | 1 — 2 | Насаф                                     |
| ---------------------- | ----- | ----------------------------------------- |
| - Пшемыслав Банашак 8′ | Отчёт | - Ойбек Бозоров 42′ · Марко Станоевич 66′ |

| Пахтакор Ташкент | Насаф Карши |